# 新加坡—緬甸關係
新加坡－緬甸關係，是指歷史上的新加坡和緬甸（包括現在新加坡共和國與緬甸聯邦共和國）之間的雙邊關係。兩國均曾是英國的殖民地，其後兩國於1966年建交。兩國均為東南亞國家聯盟的成員。

## 歷史
自19世紀起，新加坡和緬甸已有商貿往來，其中在新加坡設立總部的虎標萬金油，其創辦人胡文虎、胡文豹兄弟便是在緬甸出生，而來往兩地之間的飛機航班亦在1920年代開通。1940年，兩名緬甸官員訪問新加坡，為兩地之間的首次官式接觸，但他們拒絕透露訪新的原因。第二次世界大戰期間，日本佔領新加坡，並在緬甸成立傀儡政權緬甸國。很多在新加坡的盟軍囚犯亦被迫參與興建泰緬鐵路，而當時亦有居於新加坡的印度人參加由錢德拉·鮑斯發動的印度國民軍，與日軍在緬甸共同作戰。
1962年4月，新加坡自治邦總理李光耀訪緬，為新加坡政府首腦首次訪緬，他其後在1986年首次以獨立國家總理的身份到訪緬甸。1966年，新加坡與緬甸建交，兩年後，時任緬甸革命委員會主席暨總理奈溫訪問新加坡，為緬甸國家元首及政府首腦對新加坡的首次官式訪問。1990年，緬甸軍政府因取消全國選舉及其後的人權侵犯行為引發國際強烈譴責，新加坡是當時仍與緬甸維持緊密往來的國家之一，並認為應與緬甸建立建设性關係，因此受到批評。
2013年，新加坡總統陳慶炎訪問緬甸，成為首位訪緬的新加坡總統。同年，諾貝爾和平獎得主、緬甸反對黨全國民主聯盟領袖昂山素姬首訪新加坡。她成為國務資政後，又在2016年重訪新加坡，並與新加坡總理李顯龍會面。李顯龍在該次會面中向昂山素姬贈送一張李光耀與昂山素姬母親杜欽季的合照，並表示該合照提醒兩國人民和領導人之間的长期友好和友谊。

## 經貿關係
- 新加坡到緬甸的出口貿易[9]
- 緬甸到新加坡的出口貿易[10]

根據經濟複雜性研究中心網站上的數據，1995年至2006年間，新加坡對緬甸的出口額徘徊在3億至6億美元之間，在2006起開始呈上升趨勢，但曾在2009年和2012年分別下跌至8億美元和10億美元，其後在2014年達22億美元的新高。新加坡主要向緬甸出口精煉石油及機械。
而緬甸對新加坡的出口額自1995年至1999年間呈下降趨勢，從1995年最高的2億美元下降至1999年的8,000萬美元，並在1999年至2004年間維持該水平。2004年後出口額開姑反覆，至2013年才回升至1.6億美元的水平。1990年代，緬甸主要向新加坡出口甲殼類動物、蔬菜、橡膠、木製品及紡織品，其後沙和原油佔出口額的份量開始上升。

## 文化關係
自2001年起，新加坡開始透過新加坡合作計劃和东盟一体化倡议向緬甸提供人力資源方面的支援。此外，新加坡亦透過新加坡-缅甸技术合作计划向緬甸分享有關經濟發展、人力資源發展及公共行政的發展經驗。
2016年6月，新加坡-缅甸职业培训学院成立，進行有關工程服務、电气技能和电子，设施管理和款待有關的職業教育合作。

## 事件
2023年5月7日，载有两名新加坡驻仰光大使馆职员的亚细安人道救援车队在前往缅甸东部运送救援物资途中遭武装分子袭击，两人所幸平安无事。该车队在代表亚细安前往缅甸东部掸邦首府东枝市派送救援物资时遇上枪战。新加坡外交部发言人表示新加坡谴责这起袭击案件，并呼吁各方遵循五点共识，避免暴力行为。

## 外部連結
- 新加坡駐緬甸大使館官方網站 （页面存档备份，存于）
- 緬甸駐新加坡大使館官方網站 （页面存档备份，存于）